# جاده ئی۷۱۲ اروپا

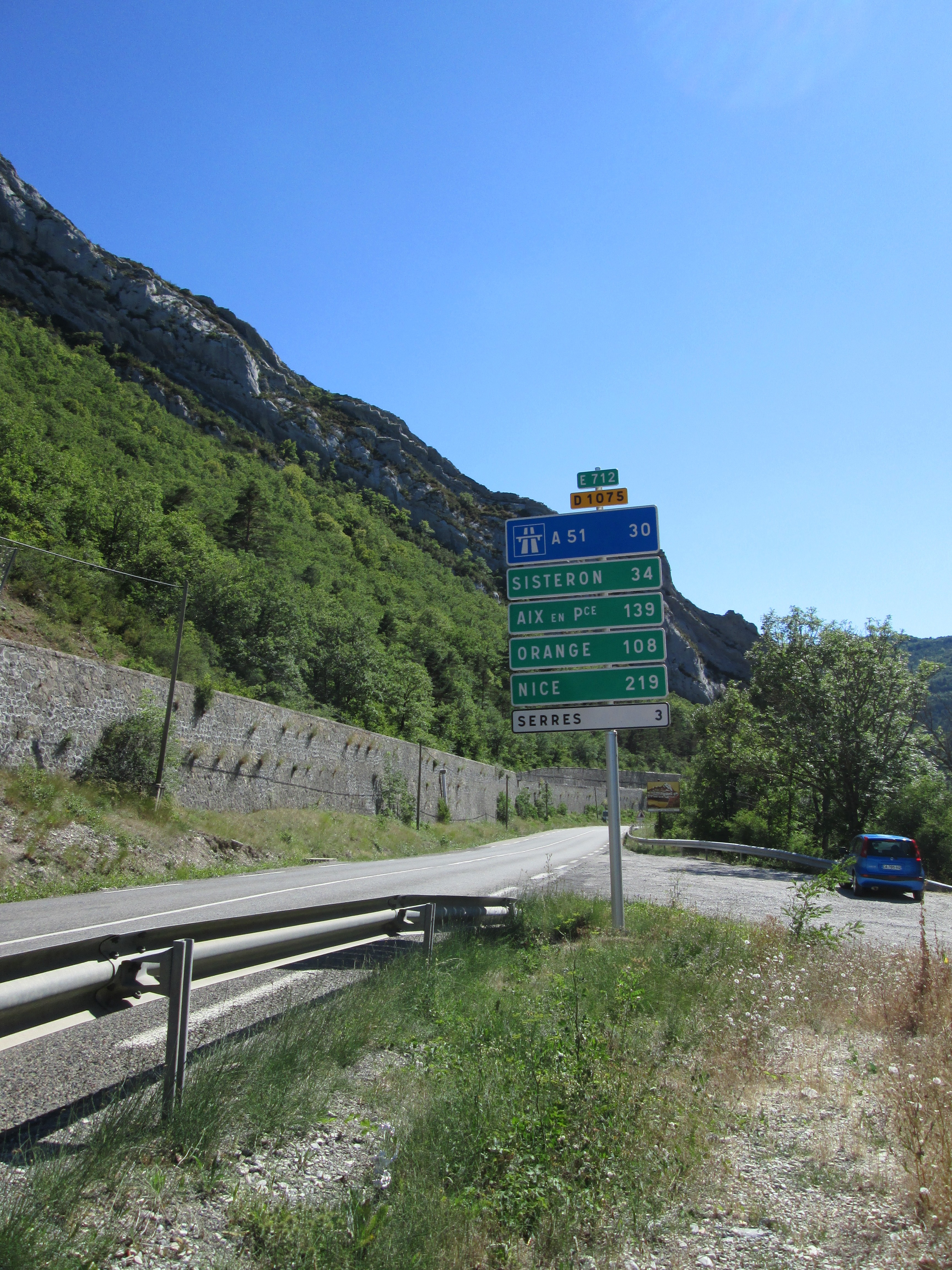

جاده ئی۷۱۲ اروپا (به انگلیسی: European route E712) یکی از جاده‌های درجه ۲ قاره اروپا است.
این جاده که از شهر ژنو (سوئیس) شروع شده و در شهر مارسی (فرانسه) به پایان می‌رسد.